# 트라베시아
《트라베시아》(포르투갈어: Travessia)는 2022년부터 2023년까지 방영된 브라질의 텔레노벨라이다.